# Horst-Dieter Höttges
Horst-Dieter Höttges (Mönchengladbach, 1943. szeptember 10. – Verden, 2023. június 22.) világ- (1974) és Európa-bajnok (1972) német labdarúgó, az NSZK válogatottjában 66 alkalommal szerepelt. Pályafutása jelentős részében a Werder Bremen játékosa volt.

## Pályafutása

### Klubcsapatokban
Pályafutását a Blau-Weiß Bahl és a Rheydter Spielverein csapatainál kezdte. Tizenhét éves volt, amikor a Borussia Mönchengladbachhoz került. Az első három évben a Borussia utánpótláscsapatában kapott lehetőséget. Az 1963–1964-es szezonban bemutatkozhatott a felnőtt csapatban is, de a vezetőedző Hennes Weisweiler nem volt elégedett a játékával, ezért kénytelen volt elhagyni a klubot. 1964-ben a Werder Bremen igazolta le, ahol már az első éve után komoly sikert ért el, amikor 1965-ben megnyerte csapatával a Bundesligát. Az elkövetkező években ugyanezt már nem sikerült megismételniük, de 1978-ig a klub játékosa maradt. Hamar kulcsjátékosává vált a Werder védelmének, aminek eredményeként Helmut Schön meghívót küldött számára a német válogatottba. 1978-as visszavonulását követően még szerepelt amatőr csapatokban. A Werder Bremen színeiben összesen 420 alkalommal lépett pályára és védő létére meglehetősen gólerős volt, 55 gólt szerzett.

### A válogatottban
1965. március 13-án Hamburgban, a Volksparkstadionban mutatkozott be az NSZK válogatottjában egy Olaszország elleni barátságos mérkőzés alkalmával, ami 1–1-re végződött. A Volksparkstadionban volt az utolsó válogatott mérkőzése is, ami a legendás 1974-es NSZK–NDK világbajnoki csoportmeccs volt. Részt vett az 1966-os világbajnokságon, ahol a döntőben vereséget szenvedtek a házigazda Anglia válogatottjától és az 1970-es világbajnokságon, ahol a harmadik helyet szerezték meg végül. 1972-ben Európa-bajnok lett és tagja volt az 1974-ben világbajnoki címet szerző válogatottnak. Az 1974-es vb csoportkörében lejátszott NSZK–NDK mérkőzést mind politikailag, mind érzelmileg felfokozott hangulat övezte. Az NDK 1–0-s győzelmével zárult a találkozó és emiatt Helmut Schön jelentős változásokat eszközölt a csapat összeállításában. Höttges kikerült a csapatból, mindez pedig azt eredményezte, hogy a világbajnokság után már nem kívánt többet a válogatottban szerepelni. 1965 és 1974 között 66 alkalommal szerepelt a nemzeti csapatban és 1 gólt szerzett.

## Sikerei, díjai
NSZK
- Világbajnokság
  - aranyérmes: 1974
  - ezüstérmes: 1966
  - bronzérmes: 1970
- Európa-bajnokság
  - aranyérmes: 1972

 SV Werder Bremen
- Nyugatnémet bajnokság
  - bajnok: 1964–65